# 地中海作戦戦域
地中海作戦戦域(The Mediterranean Theater of Operations、MTO)とは、アメリカ合衆国による第二次世界大戦のヨーロッパ戦線における北アフリカとイタリアでの枢軸国相手の作戦を示している。当初は北アフリカ作戦戦域(North African Theater of Operations、NATO)と呼ばれていた。日本語では、地中海戦域、北アフリカ戦域と記載されることもある。米軍の作戦戦域は、1942年11月8日のトーチ作戦としてアフリカ北西の海岸に上陸した連合国派遣部隊から始まる。この戦域は1945年5月にドイツが降伏するまで31ヶ月続き、最後はイタリアのアルプスで終了した。なお、この地中海作戦戦域とは米軍の戦域の分類であり、米軍が参戦前に発生した、地中海で生じた戦いは含まれない。

## 指揮系統
地中海作戦戦域の作戦指揮は、アメリカ軍とイギリス軍の作戦司令部を融合させた連合軍司令部(AFHQ)で行われた。これは、NATO及びMTOの管轄内での、陸海空の作戦と軍政活動を計画実行した。この司令部は1942年9月12日に、アフリカの北及び北西海岸への米英連合の作戦の実行のため設立された。1943年2月、AFHQの影響力は、バーナード・モントゴメリー大将により指揮されたイギリス第8軍まで拡張されていた。イギリス第8軍はエルアラメインにおける戦闘の後西のチュニジア国境へ向かって進軍しており、その国境には、イギリス第1軍を含むイギリス、アメリカ、フランス軍がチュニジアの戦いを行っていた。
最初、AFHQは1942年9月から11月までロンドンに存在した。1942年11月には司令部はアルジェリアのアルジェに移動し、1944年7月までそこに残った。
1945年4月まではイタリアのカセルタに、最終的には1947年4月まで、イタリアのリヴォルノへ移動した。
最初の連合国(遠征)部隊の総司令官は、ドワイト・D・アイゼンハワー大将であった。
司令部の創設後短い間、「遠征」の言葉は作戦の秘密の観点からその名称から外された。チュニジアでの戦闘、シチリア島侵攻、イタリア侵攻を指揮した後、アイゼンハワーはAFHQを残し、1943年終わりに、連合軍のフランス上陸作戦であるオーバーロード作戦の準備を行うために、イギリスへ戻った。アイゼンハワーは、AFHQの指揮を陸軍元帥 ヘンリー・マイトランド・ウィルソン(Henry Maitland Wilson)に引き継いだ。ウィルソンの役職は、地中海作戦戦域最高指令となった。ウィルソンは、突然死亡したジョン・ディル陸軍元帥のポストである統合参謀本部の長を引き継ぐため、1944年12月にワシントンに戻るまでの1年間指揮をとった。ウィルソンの後任は陸軍元帥ハロルド・アレキサンダーで、戦争終了まで最高司令官とAFHQ司令を勤めた。
管理上では、合衆国の部門は1943年2月14日から合衆国陸軍北アフリカ作戦戦域司令部(NATOUSA)の配下にあった(NATOUSAは1944年11月1日に合衆国陸軍地中海作戦戦域、MTOUSAとなった)。イギリスの部門は、1945年9月1日より、中央地中海戦力総司令部(CMF)の配下にあった。
MTOUSAの司令部とCMFの総司令部は正式には1945年10月1日にAFHQから分離し、AFHQは統合司令部の解散に必要な活動のための少数の人員のみ残した。AFHQは1947年9月16日のAFHQの一般命令24(General Order24)により、9月17日に解散した。

## 作戦と戦闘
詳細は第二次世界大戦の米国の戦いを参照
- トーチ作戦 (連合国によるフランス北アフリカへの侵攻)
- エジプト・リビアの戦い
- チュニジアの戦い
- イタリアの戦い
  - ハスキー作戦 (シチリア島上陸作戦)
  - ナポリ・フォッジャの戦い (イタリア侵攻作戦)
  - ベルナールライン
  - シングル作戦(Operation Shingleｍアンツィオ上陸作戦)
  - ウィンター・ライン (Winter Line、この防衛線の西側モンテ・カッシーノ近辺での防衛線はグスタフ・ラインと呼ばれていた)
  - 中央イタリア、ローマからアルノーの戦い
  - ゴシックライン
  - イタリアにおける攻勢 (1945年)
- ドラグーン作戦 (南フランス侵攻作戦 – 作戦指揮がSHAEFに移った1月後)

## 作戦戦域

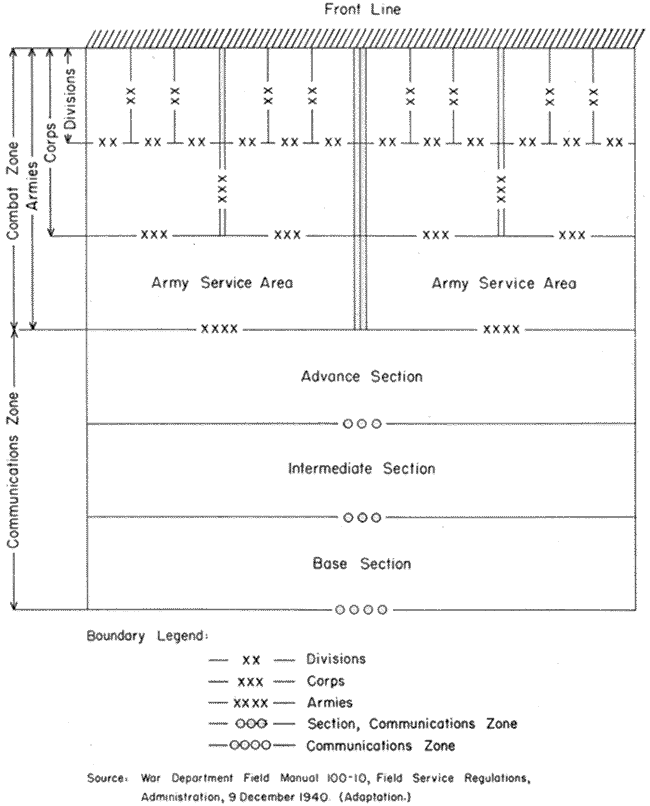
チャート12 - 1940年戦争省のドクトリンにより想定される作戦戦域における典型的な組織

作戦戦域(A theater of operations)と言う語は、アメリカ軍の軍事マニュアルでは、「侵攻を受けたもしくは、防御する陸及び海の地域、これは軍事作戦に付随する戦略的な活動を行なう地域も含む」と定義している(チャート12)。第一次世界大戦の経験から、それは大面積の陸地を扱い、連続的作戦が行われ、2つの主要な戦闘ゾーン(Combat zone)もしくは、戦闘が行われるエリアがあり、戦域の管理のために連絡ゾーン(Communications zone)が存在する。軍が前進すると、これら両方のゾーンとそれらを分けているエリアは前方の新しい支配エリアへ移動していく。